# Parophrys vetulus
Parophrys vetulus är en fiskart som beskrevs av Girard, 1854. Parophrys vetulus ingår i släktet Parophrys och familjen flundrefiskar. Inga underarter finns listade i Catalogue of Life.